# Sārī Yārqān
Sārī Yārqān (persiska: ساری یارقان) är en ort i Iran.   Den ligger i provinsen Östazarbaijan, i den nordvästra delen av landet, 500 km nordväst om huvudstaden Teheran. Sārī Yārqān ligger 1 929 meter över havet och antalet invånare är 155.
Terrängen runt Sārī Yārqān är kuperad.Runt Sārī Yārqān är det ganska glesbefolkat, med 35 invånare per kvadratkilometer. Närmaste större samhälle är Mehtarlū, 7,6 km nordväst om Sārī Yārqān. Trakten runt Sārī Yārqān består i huvudsak av gräsmarker.